# Siân Rees
Sian Rees (...) è una scrittrice e storica britannica.
Nata in Cornovaglia, laureata in storia all'Università di Oxford, vive a Brighton, dove scrive romanzi di storia sociale e marittima del XVIII e XIX secolo, temi e periodi sui quali si è specializzata.

## Il "bordello galleggiante"
La sua opera più nota, Il bordello galleggiante (in edizione originale inglese The floating brothel: the extraordinary true story of an eighteenth-century ship and its cargo of female convicts), che in Italia ha registrato due ristampe con la Garzanti (nel 2001 e nel 2004), è un romanzo storico. Rees narra, infatti, il viaggio realmente compiuto dall'Inghilterra all'Australia, da 226 donne-criminali, prostitute o soltanto disonorate, che erano state condannate all'esilio da tribunali inglesi.
Il viaggio, a bordo della nave Lady Julian, era stato organizzato dalle autorità britanniche con l'intento di incrementare la popolazione femminile australiana,  sostenendo la colonia di Botany Bay, nel Nuovo Galles del Sud, da cui si sarebbe sviluppata Sydney. La definizione di "bordello galleggiante" derivava dal fatto che, durante la navigazione, che durò quasi un anno (dal 29 luglio 1789 al 6 giugno 1790), le donne vennero sposate "temporaneamente" o sfruttate sessualmente dall'equipaggio.

## Opere
- Il bordello galleggiante, (Hodder Headline, 2001) -   Milano, Garzanti, 2004.
- The Shadows of Elisa Lynch, (Hodder Headline, 2003)
- The Ship Thieves: the true tale of James Porter, Colonial Pirate, (Aurum, 2006)
- Sweet Water and Bitter: the Ships that Stopped the Slave Trade (Chatto & Windus, 2009)
- The Life and Times of Moll Flanders (Chatto & Windus, 2011)